# Ricordo (album)
Ricordo è un album in studio del gruppo musicale italiano Randone, pubblicato nel 2004 dall'etichetta discografica Electromantic Music.

## Tracce
1. Jill
2. Ballata per un cantastorie
3. Il grande tesoro
4. Giulia
5. Sorella solitudine
6. Ricordo

## Formazione

### Gruppo
- Nicola Randone - voce, chitarra acustica 12 corde
- Riccardo Cascone - batteria e percussioni
- Marco Crispi - chitarra elettrica solista
- Livio Rabito - basso

### Turnisti
- Beppe Crovella - grand piano, moog, mellotron, organo Hammond B3
- Maria Modica - voce in Buona Notte